# بیدگل (فارسان)
بیدکل (فارسان)، روستایی از توابع بخش مرکزی شهرستان فارسان در استان چهارمحال و بختیاری ایران است.زبان مردم این روستا لوری میباشد.
روستای بیدکل یکی از سکونتگاه‌های طایفه ی بزرگ راکی مالملی بختیاری و در برگیرنده ی تیره های اولاد و نیز تیره بهلول (تیره ی سلح چین) می باشد
از جاذبه های تاریخی آن غار آقاسید و دستکندهای پیرامون آن که مربوط به دوران اشکانیان و نیز شیرسنگی پهلوان و اسطوره ی شجاعت و جوانمردی طایفه ی مالملی آگودرز صالحی نواده ی علی صالح خان راکی مالملی از ملازمان نادرشاه افشار در رخداد فتح قلعه ی قندهار می باشد.
مسیر این روستا از جاده بیدکل در شهر گوجان می گذرد.

## جمعیت
این روستا در دهستان میزدج علیا قرار دارد و براساس سرشماری مرکز آمار ایران در سال ۱۳۸۵، جمعیت آن ۱۷۴ نفر (۳۵خانوار) بوده‌است.